# 1891 a vasúti közlekedésben
Ez a szócikk a 1891-ben történt vasúti eseményeket mutatja be.

## Események Magyarországon
- február 5. - A Kereskedelemügyi Minisztérium kiadja a Haraszti–Ráckevei HÉV engedélyokiratát.[1]
- május 16. – Megindul a vasúti forgalom a Tapolca és Sümeg közötti vasútvonalon.
- november 9. – Üzembe helyezik az Esztergom–Almásfüzitő-vasútvonalat.